# 수랏타니주
수랏타니주(태국어: สุราษฎร์ธานี, Surat Thani Province)는 태국 남부의 가장 큰 주이다. 서쪽 해안으로는 타이만이 있다. 수랏타니는 ‘좋은 사람들의 도시’를 의미하며, 이러한 칭호는 바지라부두드, 라마 6세가 내려준 것이다.

## 지리
이웃한 주는 북쪽부터 시계 방향으로 춤폰주, 나콘시탐마랏주, 끄라비주, 팡응아주, 라농주이다.
수랏타니주 중앙부는 따삐강에 의해서 평지가 형성되어 대부분이 초원이지만 해안부에는 밀림이 형성되고 있다. 서부에는 석회석에 의한 산지가 있어, 삼림에 덮여 있고, 까오속 국립공원이 위치하고 있다. 주 내에는 사무이 군도 해양 공원, 앙통 군도 해양 공원 등의 국립공원이 있어, 그 대부분은 국가가 관리를 하고 있다. 동부에는 반탓트 산이 있다. 위에서 말한 따삐강이나 품두앙강이 흘러 반돈만에 흘러들고 있다.

## 역사
수랏타니주는 세망족이나 말레이계의 민족에 의한 이주가 있었고, 기원후 3세기경부터, 13세기 무렵까지는 스리비자야 왕국의 영토였다. 차이야에는 몇 개의 유적이 남아 있고, 스리비자야 왕국의 지방 핵심 도시였을 가능성도 지적되고 있다. 태국의 역사학자는 이곳이 스리비자야의 수도라고 주장하고 있지만, 그 가능성은 낮다.
스리비자야의 붕괴 후에 이 지역은 차이야, 타통(현재의 깐차나딧), 키리랏 니콤의 세 개의 도시(므앙)로 분할되었다. 차이야는 수도의 직접 관리를 받았던 데에 반해 타통과 키리랏은 나콘시탐마랏 왕국의 지배하에 있었다. 이들은 1899년에 차이야주로 통합되었다. 1915년에 몬톤 춤폰의 청사가 반돈으로 옮겨졌고 6월 29일에 라마 6세가 방문했을 때 수랏타니로 개칭되었다. 몬톤 춤폰은 이에 따라 몬톤 수랏으로 개칭되었다. 1926년에 몬톤 수랏은 폐지되어 몬톤 나콘시탐마랏에 편입되었다. 1933년의 몬톤제 폐지로, 수랏타니주가 되었다.

## 행정 구역
이 지방에는 19개의 암프(군)가 있고, 131개의 땀본(읍)이 있으며, 다시 1028개의 무반 (행정 구역)(촌)이 있다.
| 1. 므앙수랏타니군 2. 깐짜나딧군 3. 돈삭군 4. 꼬사무이 5. 꼬팡안 6. 차이야군 7. 타차나군 8. 키리랏니콤군 9. 반따쿤군 10. 파놈군 | 1. 타창군 2. 반나산군 3. 반나듬군 4. 키안사군 5. 위앙사군 6. 프라생군 7. 푼핀군 8. 차이부리군 9. 위파와디군 |

이 주는 하나의 도시(테사반 나콘)와 3개의 테사반 므앙이 있고, 다시 24개의 테사반 땀본이 있다. 가장 중요한 것은 다음의 것들이다. 그 외에도 109개의 땀본이 있다.
수랏타니 시는 또한 수랏타니 메트로폴리탄 지구의 중심지이다.
| Np | 시          | 태국어             | 인구         | 비고                                    |
| -- | ----------- | ------------------ | ------------ | --------------------------------------- |
| 1. | 수랏타니    | เทศบาลนครสุราษฎร์ธานี | 127,550 Inh. | 주의 주도, 역사 도시, 관광, 주요버스 역 |
| 2. | 꼬 사무이   | เทศบาลเมืองเกาะสมุย  | 52,510 inh.  | 관광 목적지                             |
| 3. | 타캄        | เทศบาลเมืองท่าข้าม    | 20,363 inh.  | 주요 철도역, 공항                       |
| 4. | 나산        | เทศบาลเมืองนาสาร    | 19,851 inh.  |                                         |
| 5. | 딸라드 치야 | เทศบาลตำบลตลาดไชยา | 12,955 inh.  | 역사 도시                               |
| 6. | 암프 돈삭   | เทศบาลตำบลดอนสัก    | 11,357 inh.  | 주요 항구                               |
| 7. | 꼬 팡안     | เทศบาลตำบลเกาะพะงัน | 3,357 Inh.   | 관광 목적지                             |

## 교통

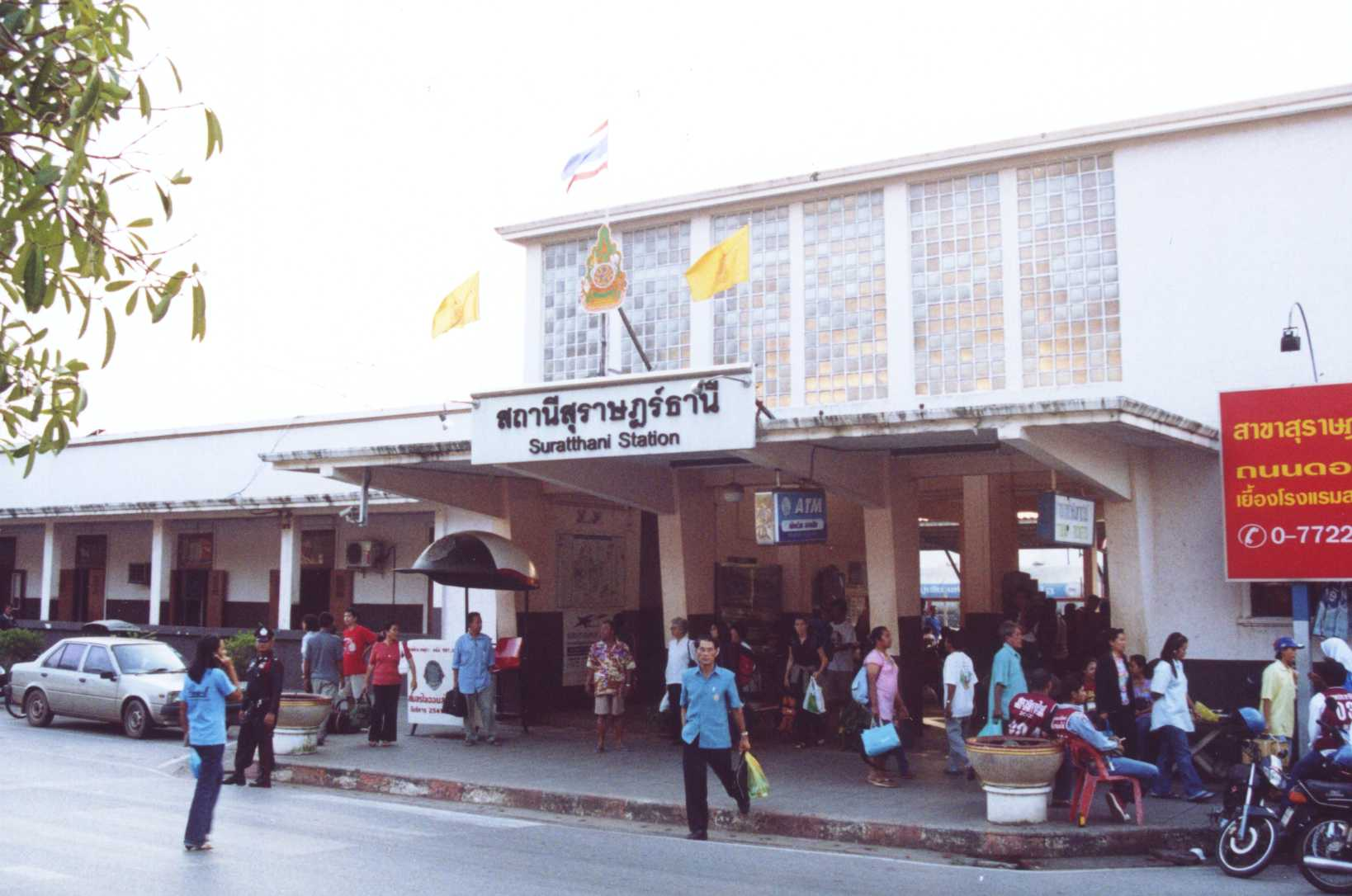
수랏타니역

### 철도
- 태국 남부 철도 - 수랏타니역

### 도로
- 아시아 고속도로 2호선

### 공항
- 수랏타니 국제공항